# Mosquée du Vendredi d'Atigh
La mosquée du Vendredi d'Atigh ou ancienne mosqueé du Vendredi (en persan : مسجد جامع عتیق) est la plus ancienne mosquée de Chiraz. Elle a été construite au IXe siècle, à l'époque du monarque Saffaride Amr Ier (mort en 901 de notre ère). Plus tard, en l'an 752 de l'Hégire au (XVIe siècle de notre ère), un bâtiment a été ajouté au centre de la cour de la mosquée qui porte le nom de Dar Al mustafa. Un bandeau entoure ce dernier sur lequel sont inscrites en calligraphie des phrases du Coran. La disposition des bâtiments et la pierre choisie pour l'édifier donne un charme tout particulier à la place ainsi agencée. 
Cette mosquée est le premier noyau de la ville de Chiraz et a joué un rôle sociopolitique autant que religieux. Elle dispose de six entrées qui donnent dans différents quartiers et la plus importante est la porte du quartier nord , . Elle est située à proximité de la mosquée de Chah-Tcheragh, dans le quartier historique de Chiraz.
Depuis 1932 la mosquée fait partie de la liste des monuments nationaux d'Iran.

## La maison de Dieu
Au milieu de la cour de la mosquée se trouve le Dar Al Moustafa appelé aussi maison de Dieu  ou deuxième Kaaba, ou Jérusalem, ou encore porte du temps. Ce bâtiment mesure 12 mètres de long sur 10 mètres de large, la pièce à l'intérieur fait 8 mètres sur 6 mètres. Aux quatre coins, quatre colonnes en pierre encadrent l'édifice. C'est une imitation de la Kaaba de La Mecque qui permet aux pèlerins d'accomplir des rites et de recevoir une formation préparatoire avant leur départ pour le hadj. Sur chaque fronton autour de l'édifice figurent des textes et poèmes incrustés en style thuluth, provenant du Coran.

Dans la maison de Dieu se trouvait un recueil de 30 parties du Coran de la période de Ismaïl Ier ainsi que plusieurs Corans en une seule partie. Aujourd'hui, ces Corans sont conservés au Musée Pars à Chiraz.   

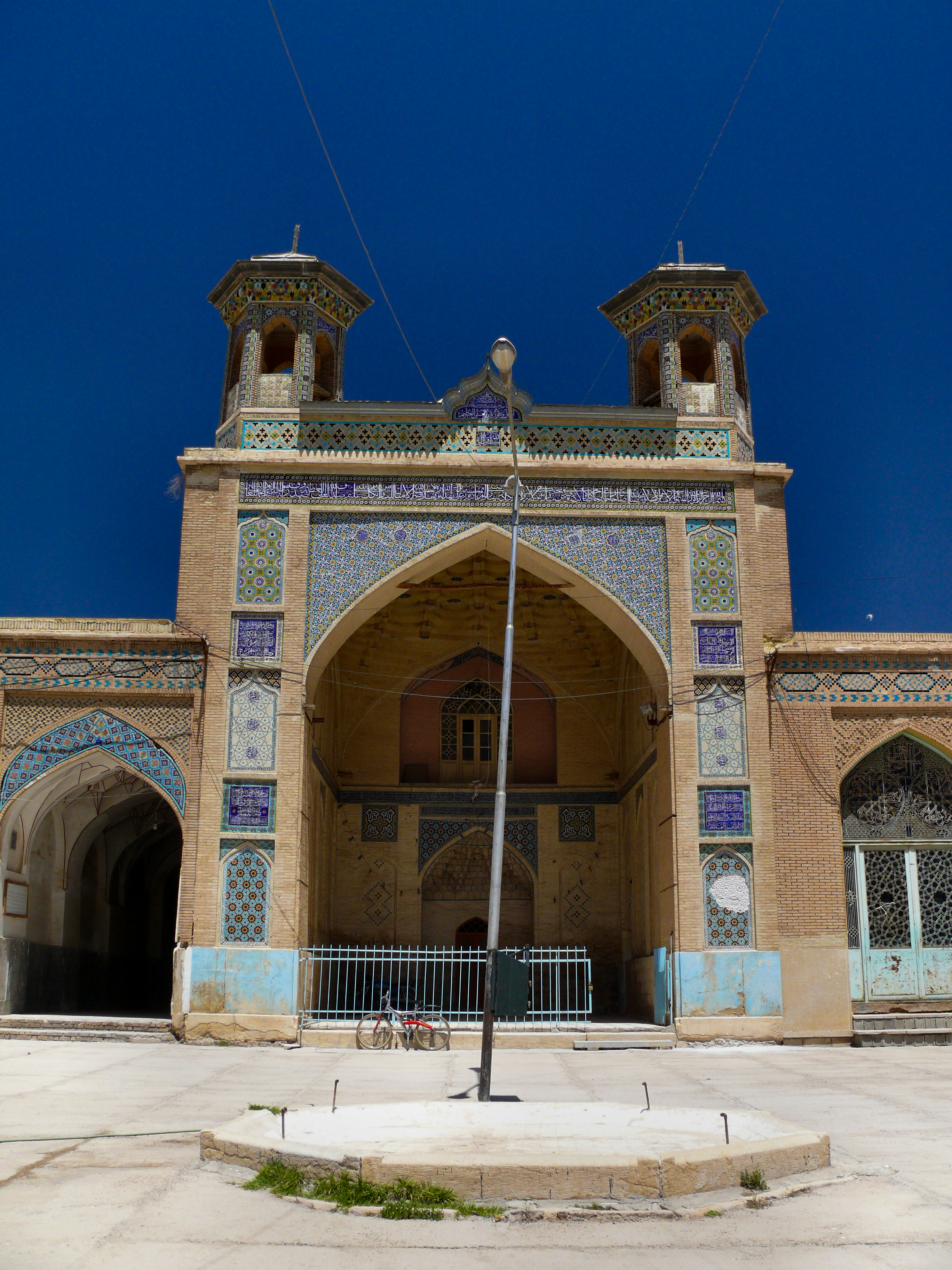
Iwan nord de la mosquée

## Avant l'Islam
Les fouilles archéologiques démontrent que la construction de la mosquée a été réalisée sur les ruines d'un ancien temple. Mais ces fouilles n'ont malheureusement pas permis de dater le temple.    

## Côté nord (face à laQibla)
Du côté nord de la mosquée sont disposés un iwan et un chabestan. 

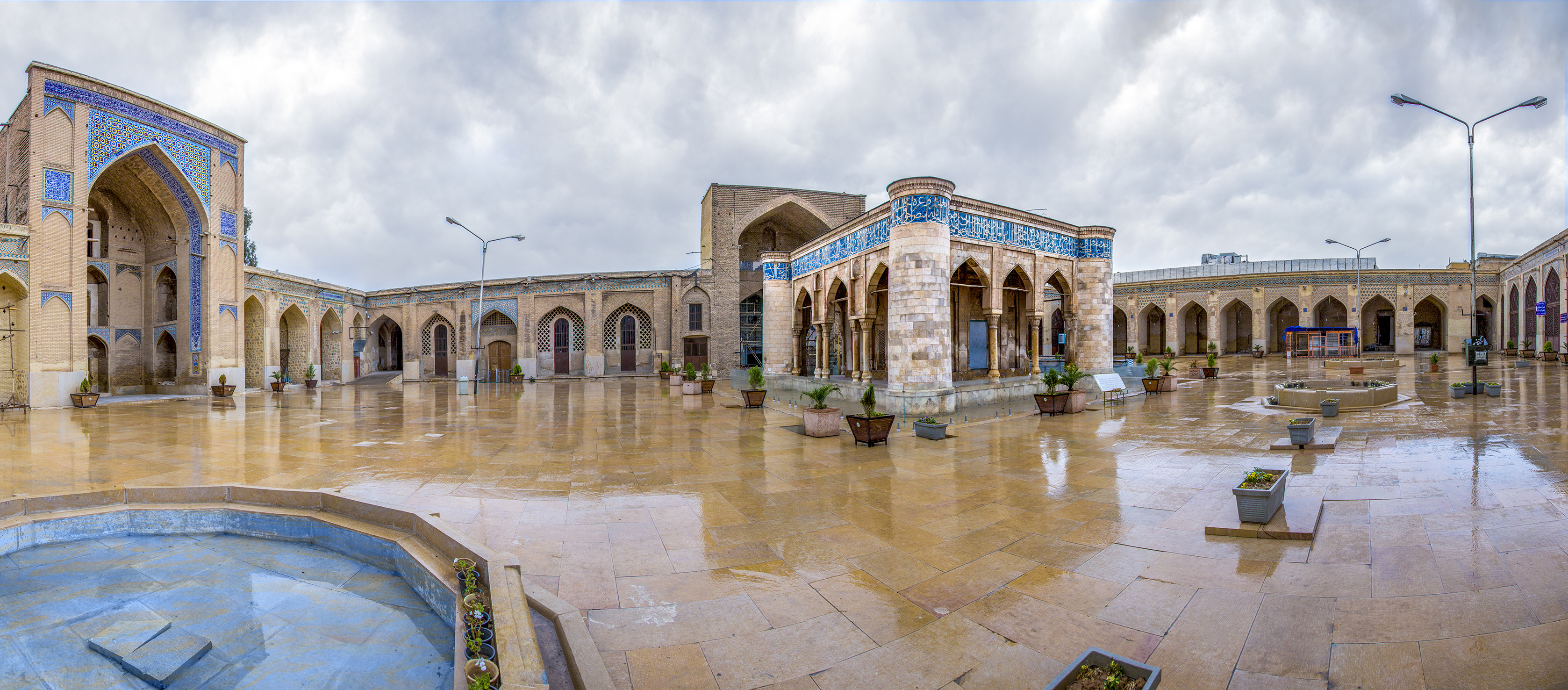
Vue de la cour et de la maison de Dieu au centre.

## Galerie

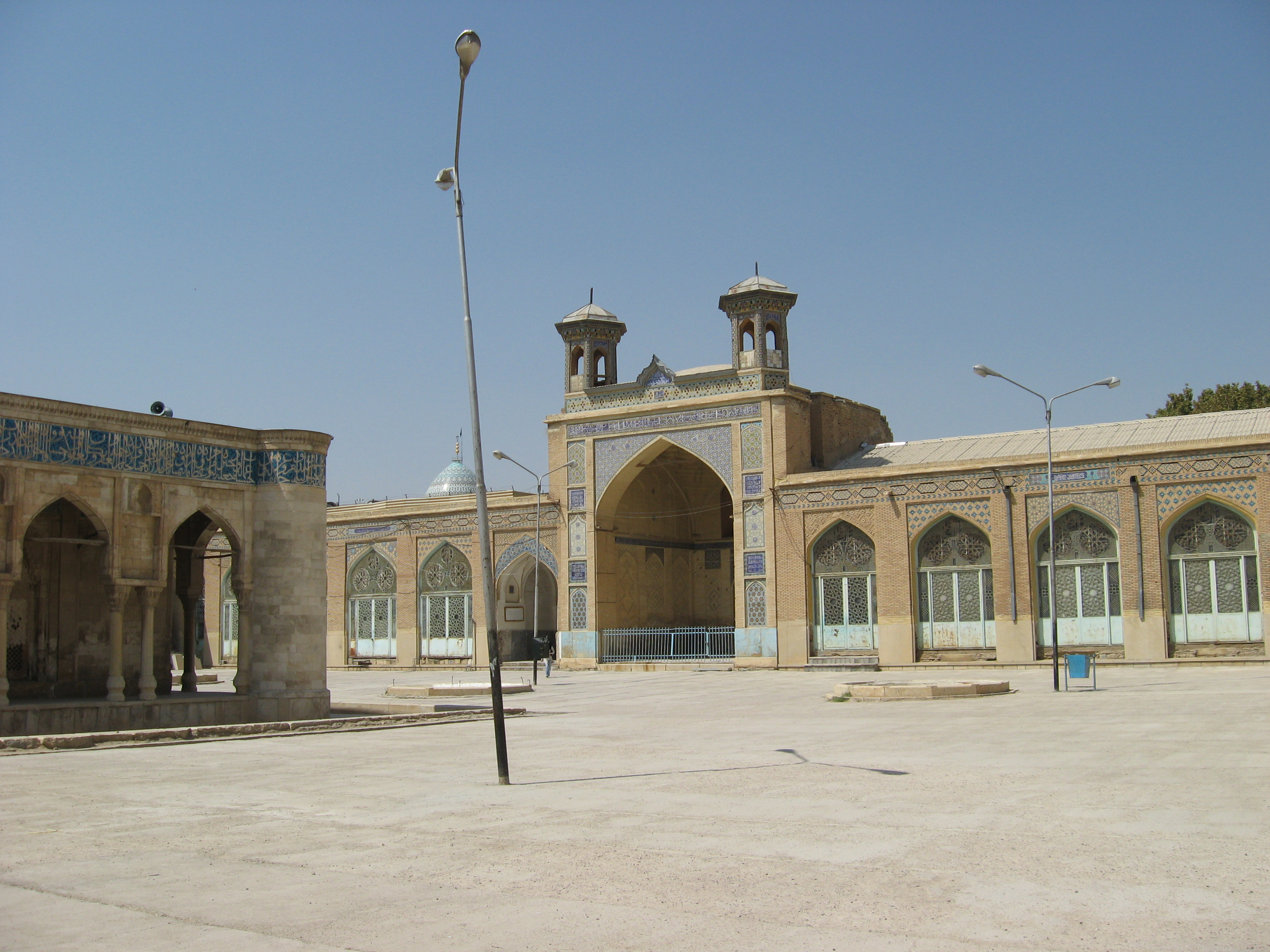
La mosquée ancienne.
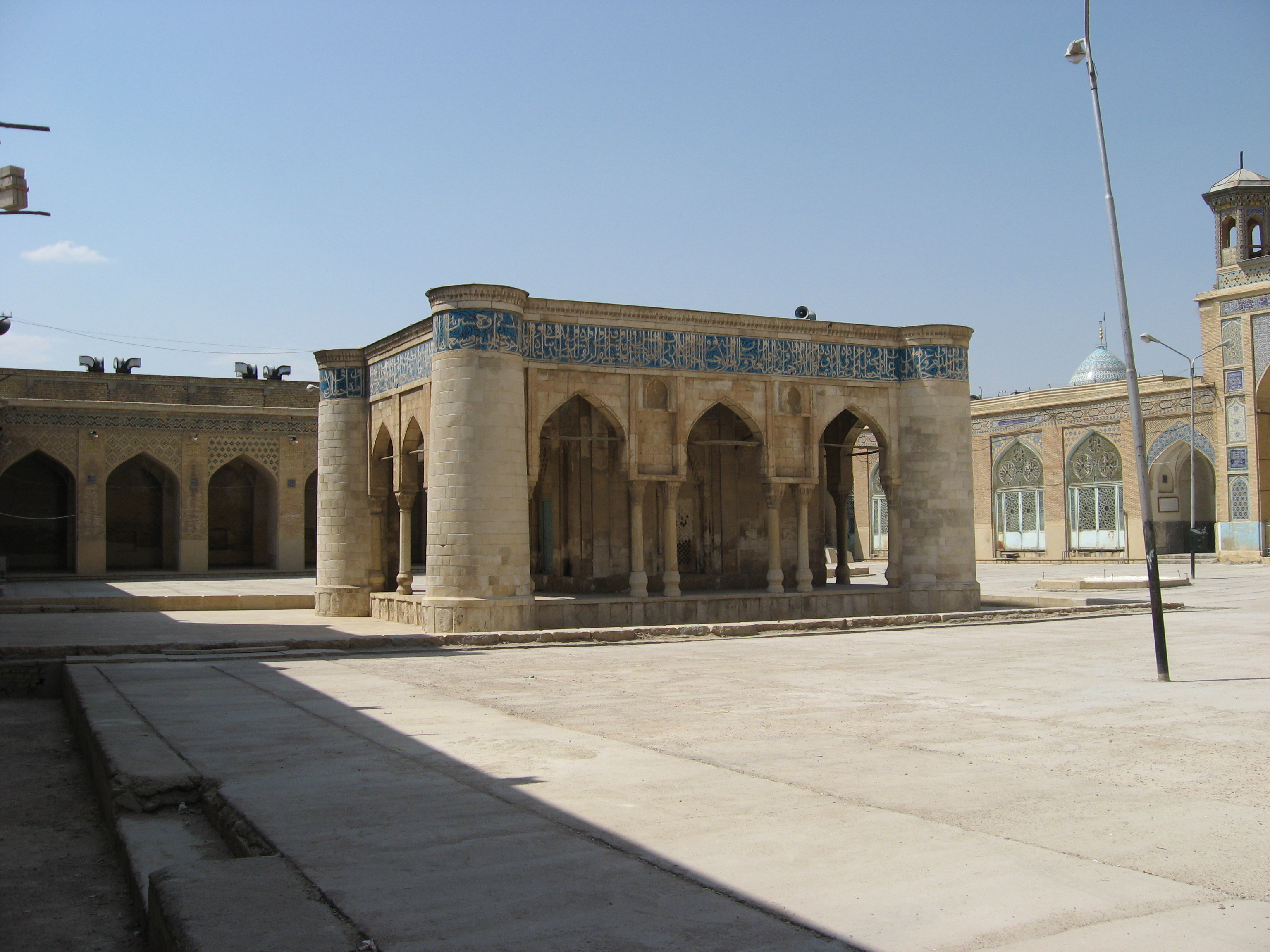
Bâtiment au milieu de la cour.
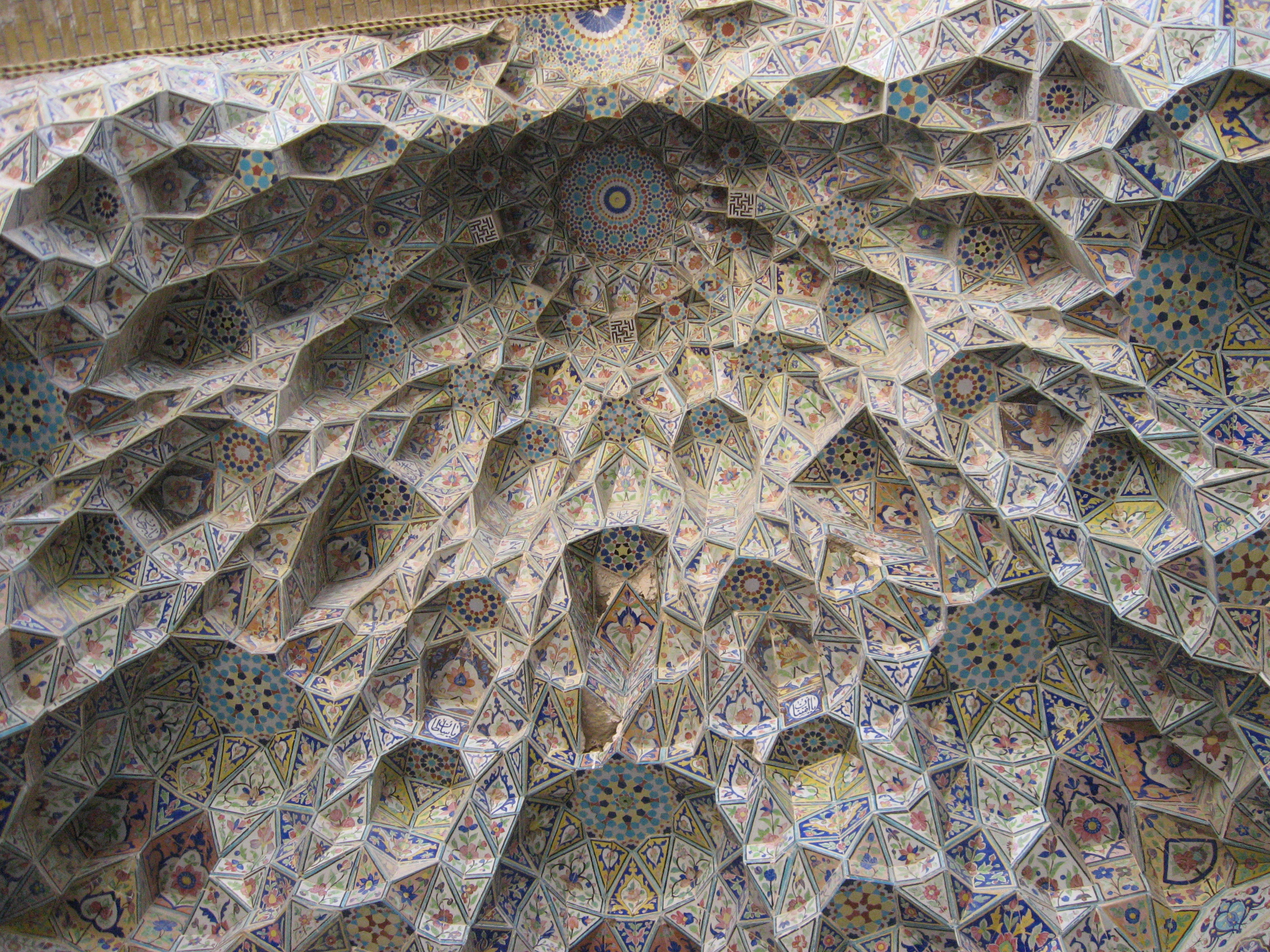
Portail entrée côté nord.